# Antoine Saout
Antoine Saout (* 26. Juni 1984 in Morlaix) ist ein professioneller französischer Pokerspieler. Er saß 2009 und 2017 jeweils am Finaltisch der Poker-Weltmeisterschaft.

## Persönliches
Saout studierte Ingenieurwissenschaften. Er lebt in London.

## Pokerkarriere
Saout spielt seit 2007 online unter dem Nickname tonio292.
Seine erste Geldplatzierung bei einem Live-Turnier erzielte Saout Mitte November 2008 in Marbella bei einem Turnier der Variante No Limit Hold’em. Im Juli 2009 war er erstmals bei der World Series of Poker (WSOP) im Rio All-Suite Hotel and Casino am Las Vegas Strip erfolgreich und erreichte beim Main Event mit dem zweitkleinsten Chipstack den Finaltisch, der im November 2009 ausgespielt wurde. Zuvor hatte er sich über ein Satellite mit 50 US-Dollar Buy-in für das 10.000 US-Dollar teure Turnier qualifiziert. Anfang Oktober 2009 kam der Franzose auch beim Main Event der in London stattfindenden World Series of Poker Europe an den Finaltisch und erhielt als Siebter umgerechnet knapp 200.000 US-Dollar. Im November spielte er dann den Finaltisch der Hauptturnierserie, bei dem er den dritten Platz belegte und sich sein bisher höchstes Preisgeld von knapp 3,5 Millionen US-Dollar sicherte. Im November 2014 wurde er beim Main Event der World Poker Tour in Nottingham Vierter und erhielt mehr als 100.000 US-Dollar. Anfang Mai 2016 belegte Saout beim Main Event der European Poker Tour (EPT) in Monte-Carlo den siebten Platz, der mit knapp 130.000 Euro bezahlt wurde. Bei der WSOP 2016 erreichte er beim Main Event den siebten Turniertag und schied dort auf dem mit knapp 270.000 US-Dollar dotierten 25. Platz aus. Bei der A$25.000 Challenge der Aussie Millions Poker Championship wurde der Franzose Mitte Januar 2017 Dritter und erhielt über 380.000 Australische Dollar. Im Juli 2017 erreichte er erneut den Finaltisch des WSOP-Main-Events, der ab 20. Juli 2017 gespielt wurde. Saout startete als Siebter in Chips und belegte den fünften Platz, der ihm 2 Millionen US-Dollar einbrachte. Anfang Juni 2018 gewann er ein Turnier im Venetian Resort Hotel am Las Vegas Strip mit einer Siegprämie von knapp 140.000 US-Dollar. Beim Main Event der EPT in Prag wurde er Mitte Dezember 2022 Zweiter und sicherte sich aufgrund eines Deals mit dem Sieger eine Auszahlung von 800.000 Euro.
Insgesamt hat sich Saout mit Poker bei Live-Turnieren knapp 9,5 Millionen US-Dollar erspielt.